# Vectoeletronistagmografia

## Definição
Vectoeletronistagmografia (VENG) é uma avaliação audiológica e otoneurológica que tem como objetivo avaliar a função do sistema vestibular (responsável pelo equilíbrio) de forma indireta, através da observação dos movimentos oculares involuntários, os chamados nistagmos.
No exame é realizada as provas oculomotoras por meio dos movimentos dos olhos (movimentos rápidos e movimentos lentos dos olhos) e a prova calórica que avalia a integridade do reflexo vestíbulo ocular (RVO) dos os canais semicirculares laterais são avaliados separadamente. Nesse exame, será introduzido no conduto auditivo externo uma corrente de ar ou água quente e fria para estimular esse reflexo.
Deve-se entender que a avaliação funcional do sistema vestibular realizada através da vectoeletronistagmografia (VENG) não permite a determinação da causa da doença, uma vez que esta depende do histórico clínico do paciente e muitas vezes de outros exames.  

## Histórico
A eletronistagmografia (ENG) é um método de obtenção dos movimentos dos olhos. São colocados eletrodos na pele da região periorbitária que captam a variação de potencial entre a córnea e a retina quando os nossos olhos se movimentam, enviando esse registro para o equipamento, onde o sinal é processado. Os equipamentos utilizados para a realização da ENG, podem ter dois ou mais canais de registro, mas não permitem o registro dos movimentos torcionais os olhos.
A vectoeletronistagmografia (VENG) por sua vez, é uma variação da ENG que registra o movimento dos olhos em três canais.

## Profissional que realiza avaliação otoneurológica

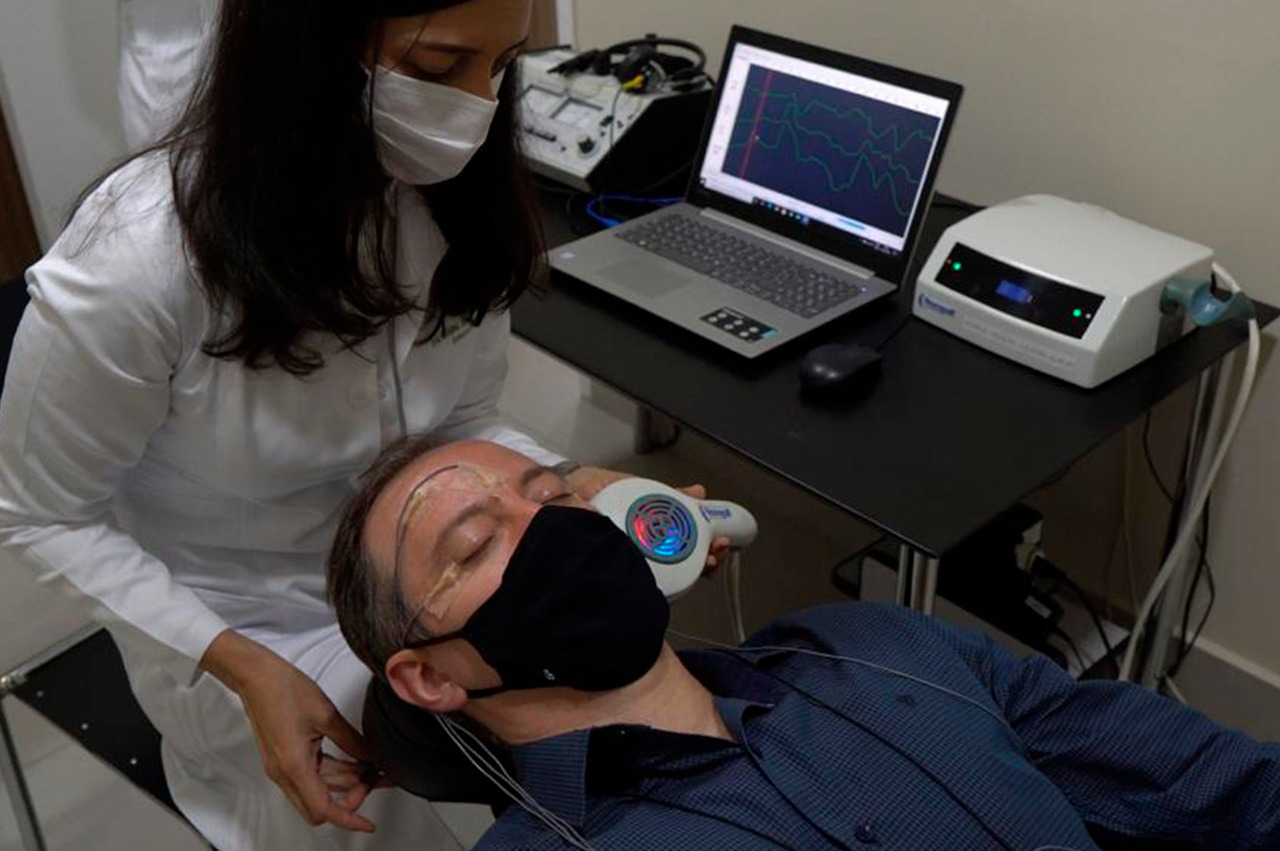
Especialista em audiologia realizando a prova calórica

Realizado tanto por otorrinolaringologistas como por fonoaudiólogos que são especialistas em audiologia, o exame utiliza eletrodos fixados no paciente para captar sinais originados dos nistagmos.  Diferente da  Eletronistagmografia, que só permite a observação dos nistagmos horizontais, a VENG utiliza aparelhos com três canais de registro, o que permite a observação de nistagmos verticais e oblíquos

## Objetivo
Este exame tem como objetivo avaliar a função vestibular, suas correlações com outros sistemas e possibilita a existência de alteração vestibular, identificar o lado da lesão, além de auxiliar no diagnóstico entre periférico ou central. A vectoeletronistagmografia (VENG) avalia a função vestibular por meio da análise dos registros dos movimentos oculares através de três etapas: provas oculomotoras, prova rotatória perpendicular decrescente e a prova calórica.

## Indicações
O exame é indicado no diagnóstico de doenças popularmente chamadas de "labirintites", como tonturas e vertigens, desequilíbrio corporal e zumbidos. Alguns sintomas auditivos como flutuação da audição, sensação de ouvido tampado, sensação de escutar menos, também podem ser indicações deste exame.

## Vantagens
Confirma ou nega a hipótese diagnóstica, determinam o local da lesão, estabelecem prognóstico, orientam o tratamento e auxiliam na evolução terapêutica.

## Preparação para o exame
A pessoa que irá realizar o procedimento é orientada a evitar alimentos que contêm cafeína, chocolate, chá preto, bebidas alcoólicas e medicamentos não essenciais como ( Dramin e Labirin) durante 24 horas antes do exame e quatro horas de jejum.

## Procedimentos do exame
Pesquisa do Nistagmo de Posicionamento e Posicional:  Nesta prova, é investigada a presença de nistagmo e/ou vertigem de acordo com cada posição corporal solicitada, são elas, deitado, deitado com a cabeça virada para direita, em seguida, deitado com a cabeça virada para esquerda, e sentado.
Pesquisa do Nistagmo de Posicionamento: Nesta prova, é realizada a manobra de Dix-Hallpike e Head Roll Test com o objetivo de verificar a presença de nistagmo e/ou vertigem, característicos da Vertigem Posicional Paroxística Benigna.
Calibração dos Movimentos Oculares: É a primeira pesquisa realizada com a VENG e tem como objetivo avaliar a eficiência do controle do sistema nervoso central sobre os movimentos rápidos dos olhos.
Nistagmo Espontâneo:  É pesquisado solicitando ao paciente para fixar o olhar em um ponto fixo a sua frente, e em seguida fechando os olhos. Pode estar presente em indivíduos normais com VACL de até 6°/s.
Nistagmo Semi-Espontâneo: É verificado a presença de nistagmo nas quatro posições do olhar, direita, esquerda, para cima e para baixo. A presença de nistagmo em uma direção do olhar pode ser normal quando a VACL é de até 6°/s, pode estar presente em vestibulopatias periféricas, e quando presente em duas ou mais direções do olhar é indicativo de lesões do tronco encefálico ou cerebelo.
Movimentos oculares sacádicos: Nesta prova são fornecidos pontos luminosos com movimentos sacádicos aleatórios tem a finalidade de avaliar a eficiência do controle do sistema nervoso central sobre os movimentos rápidos dos olhos. É observado o tempo, velocidade e precisão com que os olhos alcançam o alvo, e alterações podem indicar vestibulopatias periféricas e/ou centrais.
Rastreio Pendular:  O paciente deve acompanhar com os olhos sem movimentar a cabeça um alvo luminoso a sua frente. Por meio do movimento de perseguição ocular, esta prova avalia a integridade do sistema oculomotor no controle destes movimentos. Alterações nesta prova indicam lesões cerebelares, de tronco encefálico e de gânglios da base.
Nistagmo Optocinético: Este nistagmo é induzido pelo movimento dos olhos ao acompanhar pontos luminosos móveis em uma barra de led, movimentando-se para direita e em seguida para esquerda. É observada a simetria dos movimentos dos olhos nas duas direções.
Pesquisa do nistagmo per-rotatório: Na prova rotatória pendular crescente (PRPD), a cadeira rotatória é deslocada 90° do centro, depois liberada, realizada um movimento pendular com amplitude decrescente. A cabeça é inclinada 30° para frente para avaliar os canais semicirculares laterais, e para investigar os canais verticais, 60° para trás e 45° para direita; e 60° para trás e 45° para a esquerda. Avalia-se o nistagmo per-rotatório que aparece no registro em períodos de batimentos em diferentes direções, dependendo da posição da cabeça.
Pesquisa no nistagmo pós-calórico: O nistagmo pós-calórico é o movimento ocular desencadeado após uma estimulação labiríntica com água ou ar quente e frio. Esta prova avalia o canal semicircular lateral de cada labirinto separadamente, indicado o lado lesionado e o tipo da lesão. Nesta prova podemos encontrar uma hiporreflexia uni ou bilateral, quando ocorre uma redução das respostas do labirinto, arreflexia, quando não ocorre respostas labirínticas após as estimulações com água ou ar nas temperaturas quente, fria e gelada, preponderância direcional, quando a direção da resposta do nistagmo é maior em uma direção do que na direção oposta, hiperreflexia uni ou bilateral, quando há um aumento das respostas de nistagmos em uma direção específica, ou em todas as direções.